# 清齒齦內爆音
清齿龈内爆音是一种罕见的辅音，用在几种口语中。国际音标表记此音的符号是⟨ɗ̥⟩或⟨tʼ↓⟩。直接描写此音的字母⟨ƭ⟩在1993年被撤销。

## 特征
清齿龈内爆音的特征有：
- 調音方法是閉塞，也就是說通過阻礙空氣在聲道流動來調音。由於此輔音也是一個口腔輔音，故氣流被完全地阻塞住，而形成一個塞音。
- 調音部位是齒齦，即舌尖抵住上齒齦脊調音。
- 發聲類型是清音，意味着發音時聲帶並不顫動。
- 本輔音是口腔輔音（口音），表示調音時空氣只從口裡流出。
- 本輔音為中央輔音，調音時氣流在口腔的中央流過舌面，而不從兩側流過。
- 氣流機制是內爆音。發音時，聲門向下壓迫出肺部空氣而控制氣流。由於其為清音，聲門完全關閉，導致完全沒有肺部氣流流出。

## 见于
作为一个罕见而不稳定的音，/ɗ̥/在塞内加尔的塞雷尔语、尼日利亚伊博语的Owere方言，和危地马拉Poqomchi’语和基切语的几种方言里发现。Owere伊博语有七对双唇塞音对立：/tʰ t ɗ̥ dʱ d ɗ n/。

## 更多
- 在PHOIBLE上搜尋含有[ɗ̥]的語言